# De puerto en puerto
De puerto en puerto es un álbum de estudio de Manolo Escobar, grabado en 2000. Es un disco dónde se encuentra variedades de canciones de varios estilos como A pesar de todo, Me voy a escapar contigo, Ay camino, Juan Tupé, Verde, verde, Estaba enamorada, Mascaíto, Luna de espada, Mátame de amor, Besos de tu boca, Lágrimas de cocodrilo, Romance de luna llena.

## Pistas
| De puerto en puerto |                            |          |  |
| N.º                 | Título                     | Duración |  |
| 1.                  | «A pesar de todo»          | 3.48     |  |
| 2.                  | «Me voy a escapar contigo» | 4.26     |  |
| 3.                  | «Ay camino»                | 3.22     |  |
| 4.                  | «Juan Tupé»                | 3.55     |  |
| 5.                  | «Verde, verde»             | 4.04     |  |
| 6.                  | «Estaba enamorada»         | 3.58     |  |
| 7.                  | «Mascaíto»                 | 3.34     |  |
| 8.                  | «Luna de espada»           | 3.21     |  |
| 9.                  | «Mátame de amor»           | 3.58     |  |
| 10.                 | «Besos de tu boca»         | 4.01     |  |
| 11.                 | «Lágrimas de cocodrilo»    | 3.58     |  |
| 12.                 | «Romance de luna llena»    | 4.11     |  |